# Didymaea
Didymaea es un género de plantas con flores del orden de las Gentianales de la familia Rubiaceae con nueve especies. Se distribuyen desde México a Panamá.

## Descripción
Son hierbas perennes, inermes, terrestres, generalmente procumbentes o enredaderas, a veces rastreras, las flores bisexuales. Hojas opuestas, isofilas, enteras, sin domacios; nervadura menor no lineolada; estípulas interpeciolares, enteras o corta a profundamente 2-lobadas a geminadas, anchamente triangulares a subuladas, a veces glandulares, recurvadas, persistentes. Inflorescencias axilares o terminales, las flores en dicasios o monocasios foliosos o a veces reducidas a una flor solitaria, bracteada. Flores pediceladas, homostilas; limbo calicino reducido o ausente, sin calicofilos; corola rotácea, campanulada o urceolada, verdosa, blanquecina, amarillenta, parda o verde-rojiza, los lobos 4, valvares, sin apéndices; estambres 4, las anteras dorsifijas, incluidas; estigmas 2, oblongos, incluidos; ovario 2-locular, los óvulos 1 por lóculo, axilares. Frutos en drupas, carnosas, dídimas o globosas, azul-negras a morado-negras; pirenos 2 o a veces 1 por aborto, 1-loculares.

## Taxonomía
El género fue descrito por Joseph Dalton Hooker y publicado en Genera Plantarum 2(1): 150. 1873. La especie tipo es: Didymaea mexicana Hook. f. 

## Especies seleccionadas
- Didymaea alsinoides
- Didymaea floribunda
- Didymaea microflosculosa
- Didymaea microphylla
- Didymaea multiflosculosa